# Heather Gudenkauf
Heather Gudenkauf es una autora estadounidense aclamada por la crítica y conocida por sus novelas de misterio y suspense psicológico. Sus obras han obtenido un amplio reconocimiento, lo que le ha valido figurar en las listas de libros más vendidos del New York Times y del USA Today. Sus novelas han sido publicadas en más de veinte países y ha sido nominada a varios premios literarios prestigiosos, como por ejemplo el premio Edgar.

## Biografía
Heather Gudenkauf nació en Wagner, Dakota del Sur, como la menor de seis hermanos. Poco después de su nacimiento, su familia regresó a la reserva india de Rosebud, donde su padre trabajaba como orientador y su madre como enfermera escolar. A los tres años, su familia se trasladó a Iowa, que se convirtió en el hogar de su infancia.
Al crecer, Gudenkauf se enfrentó al reto de una pérdida auditiva unilateral profunda. Su ingenio y su espíritu imaginativo la llevaron a encontrar consuelo en los libros, que a menudo utilizaba como vía de escape. Se refugiaba en una caja de juguetes regalada por los alumnos de su padre, equipada con una almohada, una manta y una linterna, y cerraba la tapa para sumergirse en el mundo de la literatura. Esta temprana pasión por la lectura plantó la semilla para convertirse en escritora.
Gudenkauf reside actualmente en Iowa con su familia, donde disfruta del tiempo con sus seres queridos. Cuando no está enfrascada en la escritura, Gudenkauf disfruta con actividades como la lectura, la natación y el senderismo.

## Obra
- Huésped de una noche (The Overnight Guest, 2022)[3]
- This Is How I Lied (2020)[4]
- Before She Was Found (2019)[5]
- Not a Sound (Silencio total, 2017)[6]
- Missing Pieces (2016)[7]
- Little Mercies (2014)[8]
- One Breath Away One Breath Away (2012)[9]
- These Things Hidden (2011)[10]
- The Weight of Silence (2008)[11]